# Museo di Flash
Il museo di Flash è un museo immaginario che appare nelle storie a fumetti pubblicate dalla DC Comics. Il museo è dedicato ai supereroi che condividono il nome di Flash, con particolare riguardo a Barry Allen. La struttura comparve per la prima volta in Flash (prima serie) n. 154 (agosto 1965).

## Storia
Il museo fu originariamente situato in Central City, ma fu poi ricollocato a Keystone City dopo che l'originale fu distrutto da Hunter Zolomon. Caratteristiche del museo sono le mostre su Flash, incluse le sue battaglie e una galleria dei suoi nemici. Il museo contiene anche un tapis roulant cosmico funzionante, il dispositivo che consentiva a Flash di viaggiare in altre dimensioni e attraverso il tempo.
In aggiunta alle mostre, il museo di Flash ospita un deposito di vari artefatti e armi in cui Flash si è imbattuto. A seconda delle storie, queste armi sono effettivamente parte delle esposizioni e vengono occasionalmente utilizzate durante dei combattimenti.
Il curatore del Museo fin dalla sua fondazione è Dexter Myles, un ex attore scespiriano a cui il lavoro venne affidato da Flash dopo che lo aiutò a sgominare una rapina.
Il Museo fu distrutto e ricostruito parecchie volte durante le carriere sia di Barry Allen che di Wally West. Il Museo di Flash fu infine abbattuto in Flash (seconda serie) n. 196 (maggio 2003), ma un Museo ricostruito viene mostrato in Flash (seconda serie) n. 208 (maggio 2004). Dopo la morte del quarto Flash (Bart Allen), una sua statua fu costruita con una fiaccolata in suo onore tenuta poco dopo. La statua di Bart fu vandalizzata e più tardi distrutta da Superman-Prime, che nutriva rancore verso Bart sin dalla sua sconfitta durante gli eventi di Crisi infinita.
Il Museo fu anche mostrato in JLA/Avengers n. 1 (settembre 2003) e fu campo di battaglia per uno scontro tra Scarlet e Quicksilver contro Black Canary, Blue Beetle e Hawkman.

## Versioni future
Nell'arco di storie dei Teen Titans Titans Tomorrow, ambientato dieci anni nel futuro, l'intera Keystone City si è trasformata in un gigantesco museo di Flash. L'Impulso adulto utilizza il museo come nascondiglio.
Nella storia "Cobalt Blue", il museo di Flash viene mostrato ancora in piedi nel XXV e XXX secolo. Nell'era successiva, il museo raccoglie le mostre su tutti i Flash dei 1000 anni precedenti. I nuovi curatori del Museo sono due robot chiamati Dexter e Myles.

## Apparizioni in altri media
Il Museo di Flash è il protagonista dell'episodio Flash, l'eroe della serie animata Justice League Unlimited. Fedele al fumetto, viene distrutto dalla battaglia tra Flash, Batman e Orion contro alcuni nemici di Flash, presenti nella galleria del Museo a loro dedicata.
Un'enorme statua di Flash sta di fronte al Museo. Tra gli oggetti esposti ci sono l'elmetto di Jay Garrick, il costume di Kid Flash, e la miniatura del globo terrestre con le miniature di Superman e Flash che le corrono intorno, per ricordare la memorabile sfida nell'episodio "Speed Demons" della serie animata Le avventure di Superman.

## Serie televisiva
Il Museo di Flash viene mostrato anche nella serie televisiva Flash degli anni novanta. Nell'episodio Viaggio nel futuro, Barry Allen viene mandato dieci anni nel futuro dove Central City è governata dal brutale dittatore Nicholas Pike.
Allen viene portato al quartier generale della resistenza, dove i ribelli tengono una stanza piena degli antefatti di Flash a cui si riferiscono col nome di "Museo di Flash". Tra gli oggetti esposti si trovano il costume di Trickster, il costume di Nightshade e una replica del costume di Flash.